# Le Clerjus
Le Clerjus – miejscowość i gmina we Francji, w regionie Grand Est, w departamencie Wogezy.
Według danych na rok 1990 gminę zamieszkiwały 634 osoby, a gęstość zaludnienia wynosiła 19 osób/km² (wśród 2335 gmin Lotaryngii Le Clerjus plasuje się na 520. miejscu pod względem liczby ludności, natomiast pod względem powierzchni na miejscu 47.).